# KOP-kolmio
KOP-kolmio est immeuble de bureaux et un centre commercial situé en bordure de la place du marché de Turku dans le Quartier VII à Turku en Finlande,,.

## Présentation
Le nom du bâtiment vient de son client, Kansallis-Osake-Pankki,  et de sa forme Kolmio signifiant triangle.
L'étage le plus bas du bâtiment est carré, mais les autres étages sont triangulaires.
KOP-Kolmio a été construit à la place de la Postitalo conçu par l'architecte Sebastian Gripenberg, qui a été démolie en 1961.
Rakennusliike Ahti A. Ahtola Oy a commencé comme constructeur, mais a rencontré des difficultés financières et a dû abandonner le projet. 
Les travaux ont été poursuivis par Rakennustoimisto Ruola Oy.
La façade du bâtiment est en travertin et la couleur est blanche selon les principes modernistes. 
La façade utilise également le verre de manière moderniste, bien plus que dans les anciens bâtiments voisins. 
Le coin faisant face à la place a été laissé ouvert et un escalator montait de la rue au hall de la banque au deuxième étage.
Au fil du temps, le triangle KOP a connu plusieurs changements. 
À l'origine, deux couloirs commerciaux en diagonale avec de petites boutiques traversaient le centre commercial. 
En 1992, la Fondation Åbo Akademi a acheté le bâtiment et en 1996 son nom a été changé en Mezzo.
Parallèlement, un restaurant a ouvert au deuxième étage et de nouvelles boutiques au rez-de-chaussée.
En 2006, la propriété a été achetée par la société d'investissement Rauno Puolimatka de Turku. 
Quelques années plus tard, en 2008 , la rénovation de la façade et une rénovation importante de l'ensemble du bâtiment ont été achevées 
Dans le même temps, le nom de la propriété a été rechangé en KOP-Kolmio. 
Après la rénovation, des commerces ont ouvert, dont des magasins de vêtements et de chaussures tels que H&M, Dinsko, Aleksi 13 et plusieurs cafés. 
De nombreuses entreprises sont installées aux étages supérieurs du bâtiment.

## Commerces et services
- Fafa's
- Gina Tricot
- Feel Vegas
- No 8 Bar
- Föli
- Kela
- Monitori